# Famille von Bohlen

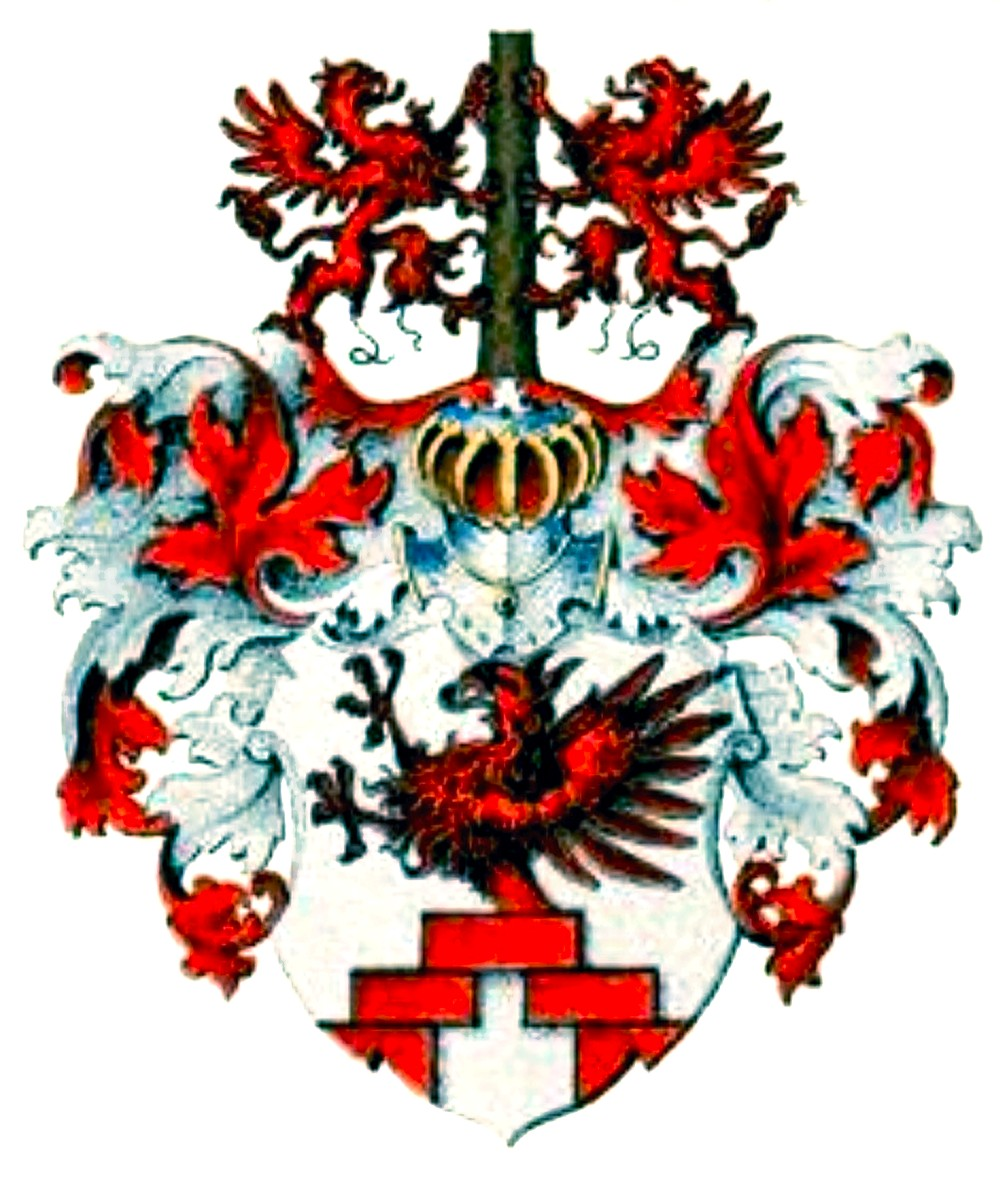
Armoiries de la famille von Bohlen

La famille von Bohlen est une ancienne famille noble originaire de Rügen avec sa maison ancestrale à Bolendorp sur la péninsule de Wittow.
La famille d'origine rugenoise ne doit pas être confondue avec les Bohlen und Halbach (de), qui sont anoblis en 1871. Cette année-là, ils reçoivent également un blason avec les armoiries des Bohlen de Rügen, avec lesquels, cependant, il n'y a pas de relation ancestrale.

## Histoire
On ne sait pas si la famille trouve son origine à Cologne ou si elle doit être considérée comme descendante du prince de Rügen Tezlaw. L'origine historique de la famille se situe en tout cas sur la presqu'île de Wittow, à Rügen.
La présence de la famille à Bohlendorf sur l'île de Rügen est attestée dans les registres de la dîme du monastère de Roskilde. Avec Nicolaus Bohlen, la famille apparaît pour la première fois dans un document le 5 février 1236 L'écuyer Powl Bolen est mentionné dans un document de 1316.
Au XIVe siècle, la famille apparait déjà dans quatre branches Presenske, Bohlendorf, Kassnevitz (éteinte) et Wostevitz (éteinte). Tous les membres vivants descendent de Henning zu Schlavekevitz (1497) et de Vicke zu Presenske (1577).

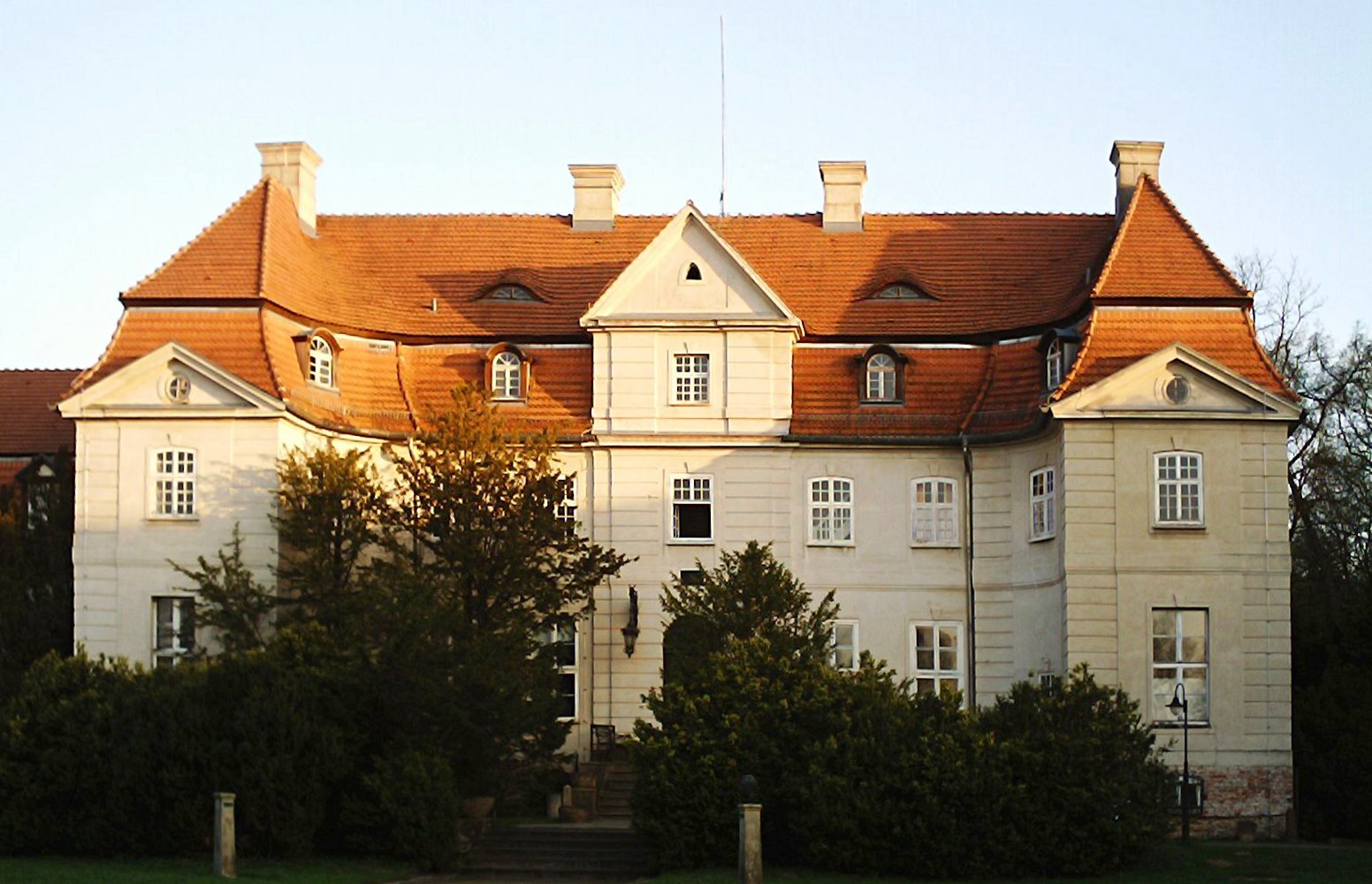
Château de Karlsburg, Poméranie-Occidentale

En 1711, Auguste le Fort promut le colonel et vicaire Ernst Heinrich von Bohlen de la branche Henning au rang de baron. En 1745, le chambellan suédois Carl Heinrich Behrend von Bohlen de la branche Vicke est élevé au rang de comte.
En épousant Maria Lucretia von Normann en 1679, la famille von Bohlen entre en possession du domaine de Gnatzkow près de Greifswald. Carl Heinrich Behrend von Bohlen (1705-1757) commence la construction du nouveau palais de Karlsburg en 1731, qui est achevé en 1739.
C'est grâce au fils de ce dernier, le comte impérial Carl Julius Bernhard von Bohlen (1738-1813), que le domaine et la localité de Gnatzkow reçoivent le nom de Karlsburg, correspondant à son prénom, lors de la visite du roi de Suède Gustave III en 1771.
Sa petite-fille Caroline von Bohlen (1798-1858) est la dernière héritière de cette lignée et épouse le lieutenant-général prussien Theodor von Bismarck (de) (1790-1873) ce qui, selon le testament de Bohlen, transfère la propriété et le nom aux comtes von Bismarck-Bohlen, qui résident à Karlsburg jusqu'en 1945.

## Armes
Les armoiries de la famille montrent un pignon mural rouge ouvert en argent d'où émerge un griffon rouge. Sur le casque avec des lambrequins rouges et argentées, un tronc d'arbre naturel tronqué entouré de deux griffons rouges regardant vers l'intérieur.

Les armoiries baronniales de 1863 montrent un bouclier et un casque comme les armoiries de la famille, comme porte-bouclier deux griffons rouges, chacun avec un bouclier bleu, chacun avec deux socs d'argent sur la poitrine, chacun tenant un étendard divisé rouge et argent. Devise : "CAVE GRYPHEM"

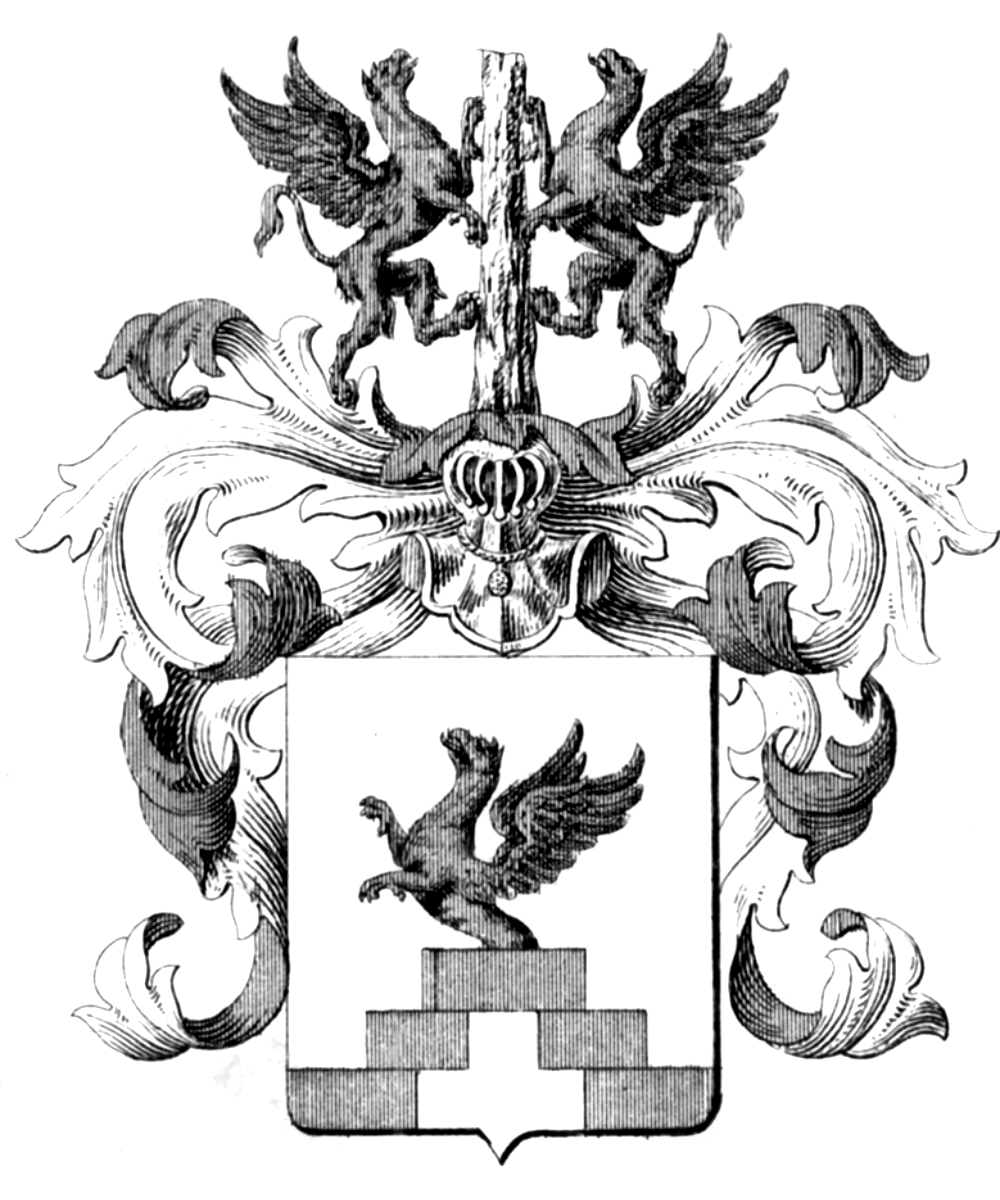
armoiries familiales
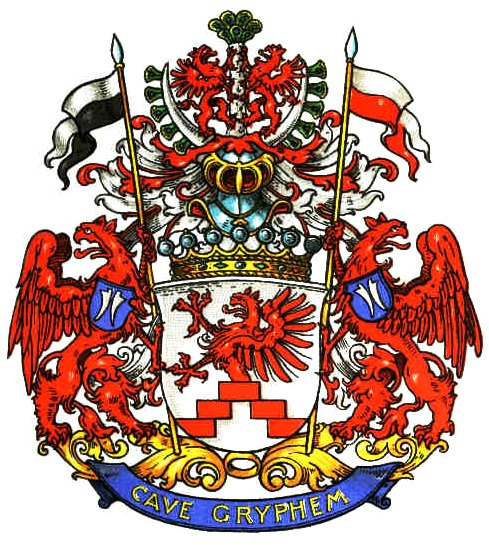
Armoiries des barons de Bohlen
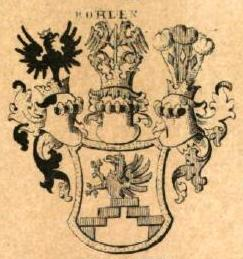
Armoiries des comtes de Bohlen 1745 selon Siebmacher 1857

## Personnalités
- Balthasar Ernst von Bohlen (de) (1699–1789), chef du 4e régiment de hussards
- Philipp Christian von Bohlen (de) (1718-1794), lieutenant général prussien
- Julius von Bohlen (de) (1820–1882), propriétaire foncier et historien de Poméranie